# Defesa Territorial (Iugoslávia)
A Defesa Territorial (Servo-croata: Територијална Oдбрана, Teritorijalna odbrana; TO, abreviadamente) era um componente das forças armadas da antiga República Socialista Federativa da Iugoslávia que era o principal meio de resistência armada organizada contra um inimigo sob a Constituição da Iugoslávia. As forças atuavam como uma Guarda Nacional que correspondia aproximadamente a uma força militar de reserva ou a um paramilitar governamental oficial. Semelhante à Guarda Nacional dos EUA, cada uma das repúblicas constituintes da Iugoslávia tinha suas próprias formações militares de Defesa Territorial, para permanecerem separadas do Exército Popular Iugoslavo (JNA), que também mantinha suas próprias forças de reserva e poderia assumir o comando da Defesa Territorial em caso de guerra. Isso seria feito sob o comando da Presidência da Iugoslávia como Comandante Supremo das Forças Armadas, através do Ministro da Defesa, que era o posto militar mais alto que poderia comandar o Exército Popular Iugoslavo e a Defesa Territorial simultaneamente, de acordo com a constituição. Enquanto o Presidente da Iugoslávia estava em funções, ele era, segundo a constituição, comandante supremo das forças armadas, incluindo o JNA e o TO, e também poderia passar funções de comandante supremo para ministro da defesa.

## Prelúdio
Após o fim da Segunda Guerra Mundial, a Iugoslávia tornou-se um estado socialista após o sucesso dos Partisans Iugoslavos na sua resistência às potências do Eixo. Em 1948, após a ruptura Tito-Stalin, a Iugoslávia rompeu laços com a União Soviética e seus aliados. Durante a Guerra Fria, foi um dos principais membros do Movimento Não Alinhado. Após a invasão soviética da Tchecoslováquia em 1968, as preocupações sobre um eventual ataque soviético começaram a aumentar dentro da liderança iugoslava. A invasão da Tchecoslováquia mostrou que as forças convencionais permanentes de um pequeno país não poderiam repelir um ataque surpresa de um agressor qualitativa e quantitativamente superior. Estando estrategicamente posicionada entre os dois grandes blocos, a OTAN e o Pacto de Varsóvia, a Iugoslávia teve de preparar a sua própria doutrina militar para um potencial cenário de invasão em massa da Terceira Guerra Mundial.

## Doutrina
Com a aprovação da Lei de Defesa Nacional de 1969, a Iugoslávia adotou uma doutrina militar de guerra total denominada Defesa Nacional Total ou Defesa Popular Total (ONO). Foi inspirado no movimento de resistência partidária iugoslava contra as potências do Eixo na Segunda Guerra Mundial, e foi projetado para permitir que a Iugoslávia mantivesse ou eventualmente restabelecesse seu status independente e não alinhado caso ocorresse uma invasão. Segundo ele, qualquer cidadão que resista a um agressor é membro das forças armadas, assim toda a população poderia ser transformada num exército de resistência monolítico.
A partir do ensino fundamental, passando por escolas secundárias, universidades e organizações, as autoridades prepararam toda a população para contestar uma eventual ocupação do país e finalmente libertá-lo. Para tanto, seria formada a Defesa Territorial (TO) para mobilizar a população em caso de agressão. A prontidão de combate do TO significava que as etapas de organização e treinamento poderiam ser contornadas após o início das hostilidades. O TO complementaria o JNA regular, conferindo-lhe maior profundidade defensiva e uma população local armada pronta para apoiar ações de combate. Um grande número de civis armados aumentaria o custo de uma invasão para um potencial agressor.
O cenário mais provável na doutrina da ONO era uma guerra geral entre a OTAN e o Pacto de Varsóvia. Em tal situação, a Iugoslávia permaneceria não alinhada e não aceitaria tropas estrangeiras de nenhuma das alianças no seu território. A doutrina reconhecia a probabilidade de um lado ou outro tentar tomar o território jugoslavo como uma área de preparação avançada, para garantir linhas de comunicação ou simplesmente para negar o território às forças inimigas. Tal ação seria considerada agressão e sofreria resistência. Independentemente da ideologia, os ocupantes seriam considerados inimigos da Iugoslávia.

## Forças de Defesa Territorial

### Tarefa e formação
A principal tarefa das Forças de Defesa Territorial era a proteção da independência, da soberania, da integridade territorial e da organização social da República Socialista Federativa da Iugoslávia.

### Descrição e formações
Eram principalmente forças de reserva a serem usadas em caso de guerra, baseadas na população local que vivia entre as repúblicas e municípios iugoslavos. Cada república da Iugoslávia tinha QG de Defesa Territorial com pessoal militar ativo dentro do QG e a maioria das unidades na reserva. Eram uma espécie de forças partidárias organizadas para estarem ativas apenas durante a guerra e com armamento limitado em comparação com a estrutura ativa do JNA. Eles foram encarregados de fornecer o funcionamento das indústrias e da segurança local e da defesa pontual, especialmente em cidades e instalações militares importantes durante a guerra, enquanto o JNA fornecia forças estratégicas e operacionais para lidar com o inimigo.
O conceito TO concentrava-se em unidades de infantaria pequenas e levemente armadas, combatendo ações defensivas em um terreno local familiar. Uma unidade típica era um destacamento do tamanho de uma companhia. Mais de 2.000 comunas, fábricas e outras empresas organizaram tais unidades, que lutariam nas suas áreas de origem, mantendo a produção de defesa local essencial para o esforço de guerra global. O TO também incluía algumas unidades maiores e mais bem equipadas, com responsabilidades operacionais mais amplas. Os batalhões e regimentos do TO operavam em áreas regionais com canhões de artilharia e antiaéreos, e alguns veículos blindados. Utilizando a sua mobilidade e iniciativa táctica, estas unidades tentariam aliviar a pressão das colunas blindadas inimigas e dos ataques aéreos sobre unidades TO mais pequenas. Nas regiões costeiras, as unidades TO tinham missões navais. Eles operaram algumas canhoneiras em apoio às operações da marinha. Eles foram organizados para defender áreas costeiras estratégicas e instalações navais contra desembarques e ataques anfíbios inimigos. Eles também treinaram alguns mergulhadores para uso em sabotagem e outras operações especiais.
Eles nunca foram testados ao máximo em tempos de paz ou treinados em massa, como o JNA, pois era muito caro: como a maioria do pessoal do TO eram civis em tempos de paz que foram recrutados apenas durante emergências, exigir que participassem de exercícios de campo os removeria temporariamente de seu trabalho atual em tempos de paz. A maioria das forças de reserva que constituíam a Defesa Territorial eram soldados ex- conscritos do JNA que serviram ao exército durante o recrutamento e havia um grupo de oficiais da reserva que passaram por escolas especiais para oficiais da reserva. O armamento era leve, geralmente rifles como Zastava M48 ou algumas unidades mais bem equipadas tinham Zastava M70 quando se tornou disponível na década de 1980 e algumas metralhadoras com algumas unidades em nível de brigada tinham meios anti-blindados e antiaéreos leves, como 9M14 Malyutka, M80 Zolja, Canhão sem recuo M60, Strela 2MJ, canhão automático de 20 mm Zastava M55, artilharia como o canhão de montanha M48 de 76 mm, alguns caminhões mais antigos e alguns veículos blindados, a maioria deles da Segunda Guerra Mundial, que eram muito antigos e incapazes de serem usados na guerra moderna. Aeronaves leves estavam disponíveis para alguns quartéis-generais territoriais como Utva 66, An-2 e o mais potente foi o Soko J-20 Kraguj sob o quartel-general para a Eslovênia e o quartel-general para Montenegro até ser aposentado em 1989. Nem todas as unidades de Defesa Territorial possuíam o mesmo armamento, embora tivessem o mesmo papel e formações por falta de financiamento para equipá-las igualmente. A maioria das armas foi obtida à medida que foram gradualmente retiradas do JNA durante o processo de modernização.
As forças TO consistiam em homens e mulheres civis aptos. Entre 1 e 3 milhões de iugoslavos com idades entre 15 e 65 anos poderiam lutar sob o comando do TO como forças regulares ou de guerrilha em tempos de guerra, com números variando durante os diferentes períodos de existência da Iugoslávia.
De acordo com um relatório da CIA, a força estimada em tempo de guerra das forças de Defesa Territorial nas várias repúblicas era a seguinte: 
- Sérvia: 300.000
- Bósnia e Herzegovina: 200.000
- Croácia: 200.000
- Macedônia: 100.000
- Eslovênia: 60.000
- Montenegro: 30.000

## Dissolução
A possibilidade de que cada unidade federal iugoslava pudesse ter as suas próprias formações armadas levou a preocupações de que algum dia estes "exércitos" separados pudessem opor-se ao JNA federal iugoslavo num ato de uma eventual secessão. Tais preocupações tornaram-se realidade durante a dissolução da Iugoslávia e as Guerras Iugoslavas, quando as forças do TO em muitas das repúblicas constituintes mudaram de aliança e se transformaram em paramilitares separatistas. Essas antigas forças do TO, juntamente com desertores e voluntários do exército jugoslavo, contribuíram para a fundação dos respectivos exércitos dos estados independentes e outras entidades políticas que surgiram após a desintegração da Jugoslávia. Isto inclui os exércitos da Bósnia e Herzegovina, Croácia, Macedônia, Montenegro, Sérvia e Eslovênia.